# Justus von Dohnanyi
Justus von Dohnányi (Lübeck, 2 de dezembro de 1960) é um ator alemão. Nascido em Lübeck, ele é filho do maestro alemão Christoph von Dohnányi e membro da conhecida família Dohnányi.
Ele interpretou o General Wilhelm Burgdorf no filme A Queda (Der Untergang), em 2004.